# Maxillaria angustisegmenta
Maxillaria angustisegmenta är en orkidéart som beskrevs av Oakes Ames och Charles Schweinfurth. Maxillaria angustisegmenta ingår i släktet Maxillaria och familjen orkidéer. Inga underarter finns listade i Catalogue of Life.